# 王昺 (駙馬都尉)
王昺（？—？），明朝駙馬都尉，北直隸高陽縣城東街人，著有《白洋诗草》。

## 生平
明神宗萬曆十五年（1587年）被明穆宗的六女兒延慶公主選為駙馬。
王昺官至太子太師，掌宗人府事。
王昺曾經援救御史劉光復，觸怒明神宗，被削職。
明光宗即位，王昺恢復官職。 南明的王之明是王昺弟弟王晟的孫子。